# Manopla

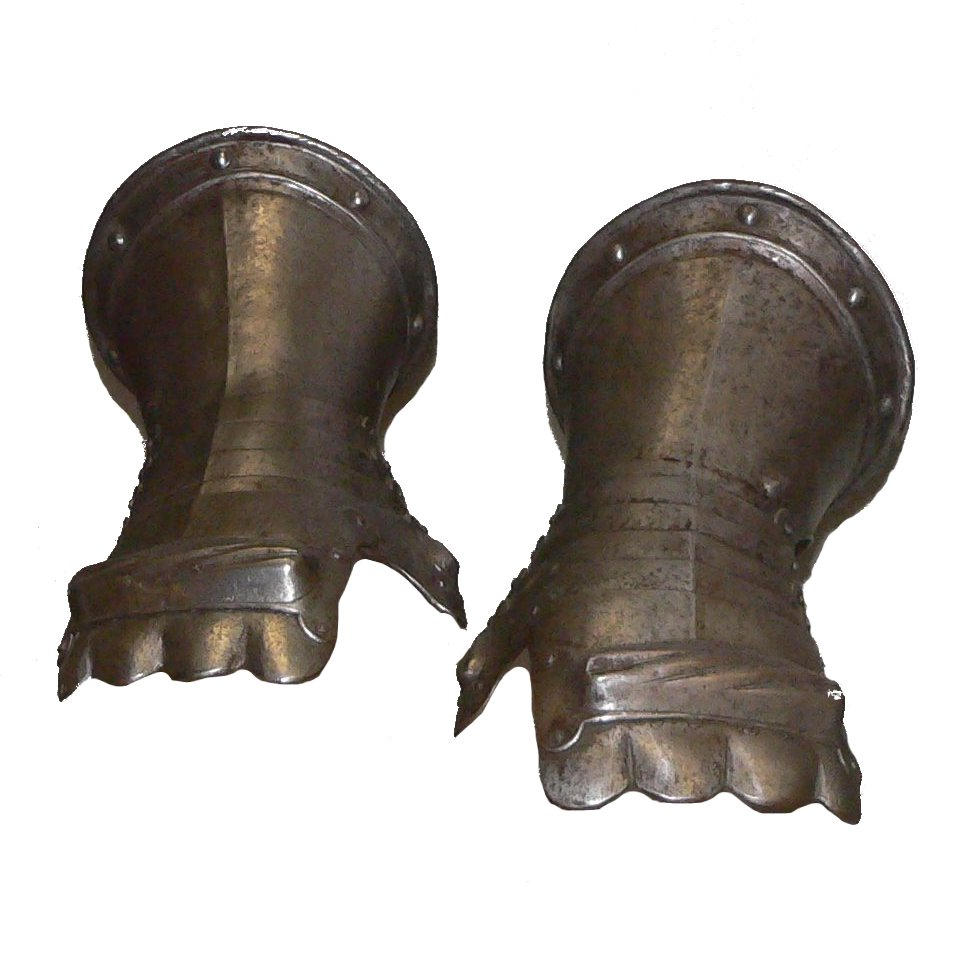
Par de manoplas, da Alemanha, final do século XVI.

A manopla, a peça da armadura protetora das mãos, tornou-se conhecida por diversos nomes como Guante, além de possuir  variações e evoluções como a Guante de Presa.  As manoplas consistiam em luvas confeccionadas em metais ou peles.
As manoplas foram utilizadas ao longo de toda antiguidade e evoluíram gradualmente, as primeiras guantes foram confeccionadas  em couro espesso e resistente, e mais tarde se aperfeiçoaram apresentando no material primeiramente ferro, e depois aço; elas se diferenciavam em dois tipos também, as manoplas afixadas às armaduras e também as soltas.
As manoplas confeccionadas em couro, podiam apresentar o adendo de anéis ou pequenas chapas forjados em ferro anexados; esse tipo mostrou ter bastante variedade, apresentando adendo não só em metal, mas também de pequenas  varetas de madeira, cordas, e até mesmo um material chamado à época de barbas de baleia.
As manoplas produzidas inteiramente em aço surgiram apenas no século XIV, e distinguiram-se em dois tipos diversos: o primeiro e mais rudimentar vestia o polegar em separado e calçava os outros quatro dedos juntos, o segundo tipo vestia cada um dos cinco dedos separadamente.  Os anéis ou plaquetas de aço eram articulados sobre couro de gamo, com cuidado especial na palma e dedos.
Além disto, eram uma das cinco peças de grande honra durante o cerimonial de cavalaria; foram indicadores de atos sociais: a manopla atirada ao chão indicava um desafio, o recolhimento da mesma indicava aceitação do desafio, a entrega da manopla sinalizava que o dono se tornava prisioneiro. Essa armadura foi usado pelo personagem Thanos em Vingadores.

## Referência
- COIMBRA, Álvaro da Veiga, Noções de Numismática. SP. Secção Gráfica da Faculdade de Filosofia, Ciências e Letras da Universidade de Rio Grande do Sul, 2019.